# Sunnyside-Tahoe City (Kalifornija)
Sunnyside-Tahoe City je naseljeno područje za statističke svrhe u američkoj saveznoj državi Kalifornija. Prema popisu stanovništva iz 2010. u njemu je živjelo 1.557 stanovnika.